# Microctenochira chapada
Microctenochira chapada là một loài bọ cánh cứng trong họ Chrysomelidae. Loài này được Swietojanska & Borowiec miêu tả khoa học năm 1995.